# 제임스 뷰캐넌
제임스 뷰캐넌(영어: James Buchanan, 1791년 4월 23일 ~ 1868년 6월 1일)은 미국의 15대 대통령(1857~61)이다. 남북전쟁이 일어나기 직전까지의 기간 동안 재임했다. 개인적으로는 노예 제도를 반대하였으나 대통령으로서는 미국의 헌법이 노예 제도를 보호하고 그 법률에 따라야 한다고 주장하였다. 그는 퇴임 후 남부에서 노예를 사들여 북부에 풀어주는 업적을 남겼다. 평생 독신으로 산 유일한 미국 대통령이다.

## 어린 시절
펜실베이니아주 머서스버그 근처의 오두막 집에서 태어났다. 그의 아버지 제임스 뷰캐넌 1세는 1783년 게티스버그 근처에 살던 삼촌의 초청으로 아일랜드에서 건너왔다. 삼촌의 이웃에 살던 엘리자베스 스피어와 결혼하여 시골 잡화점을 열었다.
11명의 자식들 중의 둘째인 제임스는 부친의 상점에서 일하면서 산수와 부기를 배웠다. 마을의 목사 아래에서 그리스어와 라틴어를 공부하였다. 칼라이슬에 있는 디킨슨 대학교에 입학하였으나 규칙을 어긴 이유로 퇴학을 당하고 말았다. 그러나 높은 학문적인 명예를 위하여 복학하였다.
1809년 졸업 후에 랭커스터에서 법학을 공부하여 1812년 거기서 변호사업을 시작하였다.

## 정치 경력

### 군인과 입법자
강한 중앙적 정부에 호의적인 연방당을 성원한 뷰캐넌은 수많은 연방당원들처럼 영국과 두 번째 전쟁을 반대하였다. 1812년 미영 전쟁이 일어나자 졸병으로서 볼티모어를 방어하는 데 도움을 주는 후원을 하였다. 1814년부터 1816년까지 2번이나 펜실베이니아 주의 입법자를 지냈다.

### 비극
뷰캐넌은 1816년 입법자의 재선을 향하지 않고, 대신 랭커스터에서 변호사업을 세웠다. 그는 부유한 랭커스터 철강 제조업자의 딸 앤 콜먼에 관심을 가지기 시작하였다.
1819년 제임스와 앤은 결혼하는 데 이해에 도달하였으나 불화를 일으켜 앤이 필라델피아로 이주하는 원인을 가져왔다. 그녀는 몇달 후에 거기서 사망하였다. 앤의 사망에 의하여 뷰캐넌은 깊이 충격을 받았다. 자신의 낭만적 장면으로부터 벗어나기 위하여 정치로 복귀하였다.

### 국회 의원과 러시아 주재 공사
1820년 미국 하원에 성공적으로 선출되어, 10년 동안 하원을 지내면서 뷰캐넌은 죽어가는 연방당을 포기하였다.
1824년 미영 전쟁의 영웅 앤드루 잭슨의 대통령 후보 선출을 지지하였다. 그는 잭슨이 존 퀸시 애덤스에게 패한 후에도 지속적인 지지를 하였다. 1828년 대통령으로 선출된 잭슨은 뷰캐넌을 1831년 러시아 주재 미국 공사로 임명하였다. 단순한 미감을 지닌 그는 니콜라이 1세의 궁정의 관습을 즐기지 않았으나 결과를 이루었다. 1832년 미국과 러시아 사이의 첫 통상 조약을 협상하였다.

### 상원 의원
1833년 11월 귀국 후, 이듬해 12월에 펜실베이니아주 입법부는 뷰캐넌을 미국 상원에 선출하였다. 1845년까지 상원 의원을 지내온 그는 잭슨의 지도력있는 성원자들 중의 하나가 되어 외교 정책 협회의 회장을 지내기도 하였다. 그는 노예 제도를 둘러싼 토론을 방지하는 데 노력하였으며, 대신에 1830년대 중반에 상원에서 일어나기 시작한 노예 제도 반대 청원을 막는 남부 후원의 법령을 성원하였다.
1844년 펜실베이니아 주의 뷰캐넌 지지자들은 민주당 대통령 후보 지명을 위한 "마음에 드는 아들" 후보자로서 언급하였다. 집회가 열리기 전에 그는 자신의 이름을 뺐다. 민주당원 제임스 K. 포크는 선거를 승리하여 뷰캐넌에게 국무 장관 직을 마련하였다. 그는 받아들이면서 1845년 상원직을 사임하였다.

### 국무 장관
국무 장관직을 맡으면서 미국은 수많은 새 영토를 얻었다. 그의 첫 직무들 중의 하나로서, 그는 텍사스를 주로 승격시키는 단계를 완료하였다. 이 실행은 텍사스의 독립을 전혀 인정하지 않은 멕시코를 당황시켰다. 평화적인 정착을 위한 협상이 실패하면서 멕시코 전쟁의 결과를 가져왔다. 전쟁의 결과로 미국은 남서부의 새로운 영토들을 확장하였다.
이때 미국과 영국은 공동으로 오리건 지방을 영유하였다. 포크 대통령은 지방 전체를 미국이 통제해야 한다는 청구를 하였다. 뷰캐넌은 영국과 협상을 조정하여 결국 오늘날의 캐나다 경계선을 이룬 선을 타협하는 데 동의되었다.

### 영국 주재 공사
휘그당이 1849년 대통령 정권을 다시 잡자 뷰캐넌은 랭커스터의 소유지 휘틀랜드에서 퇴직 생활을 하였다. 1852년 민주당 대통령 후보에 추적하였으나 프랭클린 피어스가 후보에 선출되어 대통령에 당선되었다. 그는 영국 주재 공사로 임명되었다.
런던에서 뷰캐넌은 1850년의 뷰캐넌 - 벌워 조약을 변경하는 데 2년 동안 노력하였다. 이 조약은 두 나라 사이에 아무도 중앙아메리카의 영토를 영유하지 않는 데 마련되었다. 조약이 체결된 후 영국은 자신들이 지닌 소유에 영향력이 미치지 않았다고 주장하였다. 미국은 만약 자신들이 이 제외를 알았다면 조약을 비준하지 않았으리라고 답변하였다. 뷰캐넌은 영국이 이 소유들을 포기하는 데 시도하였으나 실패하고 말았다.
그는 미국의 확장을 강하게 지지하였다. 1854년 피어스 행정부의 주요 의안 제출권들 중의 하나인 오스탕드 선언서를 쓰는 데 도움을 주었다. 이 문서는 미국이 스페인으로부터 쿠바를 구입하는 추천을 하였다. 그것은 만약 무질서가 미국에서 평화를 위협한다면 섬이 점유될 것으라는 것을 스페인에 경고하였다.

### 1856년 대통령 선거
많은 지도력있는 민주당원들은 자신들이 1854년 〈캔자스-네브래스카 법〉을 지지한 이유로 대통령 후보로서 인기를 잃게 되었다. 그러나 의회가 이 증서를 통과시킬 때 뷰캐넌은 런던에 있었다. 1856년 4월에 귀국하였고, 민주당은 다음 달에 그를 대통령 후보로 지명하였다. 그들은 전 캔자스주 의원 존 C. 브레킨리지를 부통령 후보로 선택하였다. 공화당은 두명의 상원 - 캘리포니아주의 존 C. 프리몬트와 뉴저지주의 윌리엄 L. 데이턴을 후보로 지명하였다. 미국당은 전 대통령 밀러드 필모어와 전 프로이센 주재 공사 앤드루 잭슨 도널슨을 지명하였다.
민주당원들은 합중국을 보호하는 데 보수들의 욕망을 예원하였다. 당은 노예 제도의 의문을 피하는 시도를 하였다. 공화당원들은 "자유의 연설, 자유의 회견, 자유의 모래, 자유의 남자, 프레몬트와 승리!"로서 슬로건을 걸면서 노예 제도에 싸웠다. 아메리카당은 노예 제도의 자세에 동의하지 못하였고 대신에 이민을 억제하는 강요를 하였다. 뷰캐넌은 인기있는 다수의 간결에 빠졌으나 큰 승리를 거두었다.

## 대통령 임기

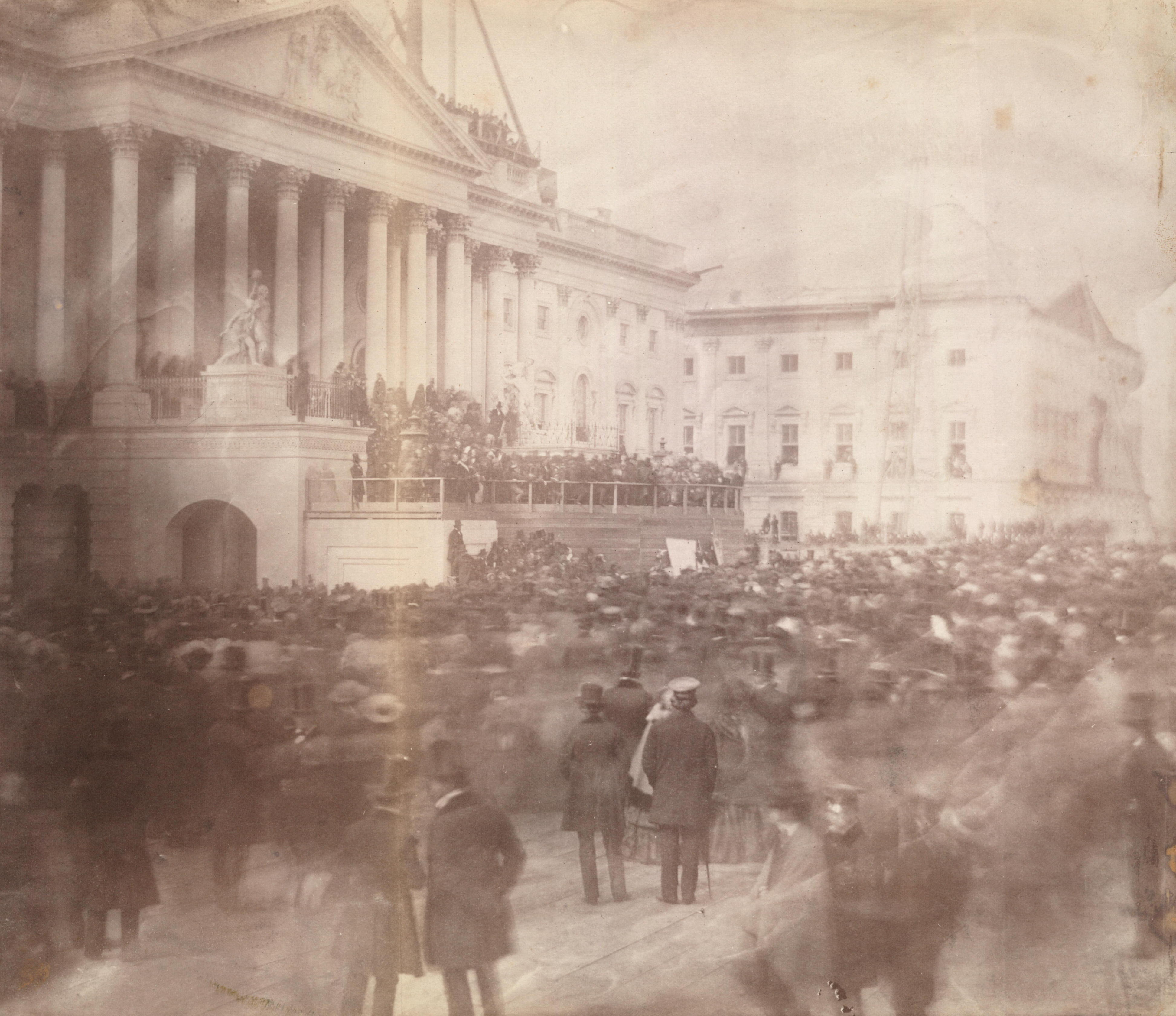
취임식을 올리는 뷰캐넌

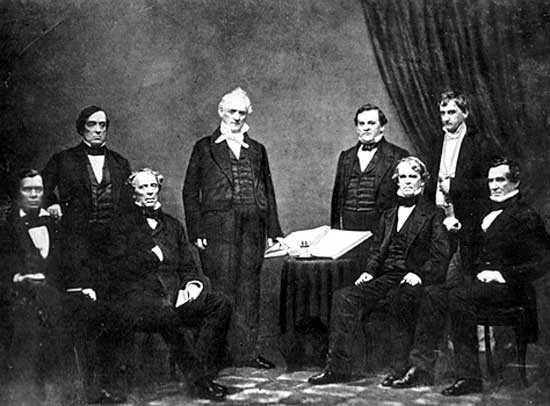
뷰캐넌 내각

### 노예 제도를 둘러싼 투쟁
노예 제도를 둘러싼 투쟁은 뷰캐넌 행정부를 통하면서 지속적으로 늘어났다. 그는 관청에 자신의 임명들을 조화시키기 위하여 북부와 남부 출신의 민주당원들을 연합시키는 노력을 하였다. 그러나 많은 국민들은 뷰캐넌이 남부인들에게 호의가 있다는 느낌이 들었다. 백악관에서 열린 사교 회합에서 남부인들이 북부인들을 능가하였다. 드레드 스콧 사건에 뷰캐넌의 강제적 지지는 남부인들의 호의에 힌트로서 멀리 보였다.
캔자스의 주 지위에 뷰캐넌의 활동은 아직도 더 많은 국민들이 그의 남부에 호의적이라는 확신을 가졌다. 3년 동안 남부와 북부는 캔자스가 자유주 혹은 노예주로서 합중국에 허락이 되어야 하는데 투쟁을 벌여왔다. 뷰캐넌은 영토의 사람들이 영토에서 노예 제도를 인정하느냐 안하느냐를 둘러싼 인기적 주권의 아이디어를 보증하였다.
1857년 캔자스의 노예 제도를 찬성하는 정착자들이 새주에서 노예 제도를 허락할 만할 러컴턴 헌법을 세웠다. 그것은 찬성을 위한 캔자스 투표인들에게 제시하였다. 그러나 캔자스의 명확히 다수의 노예 제도를 반대하는 정착자들은 러컴턴 문서가 부정 수단이었던 입장에 투표하는 것을 거부하였다. 뷰캐넌은 의회가 캔자스를 위한 러컴턴 헌법을 받아들였다고 주장하였다. 일리노이주의 민주당원 스티븐 더글라스는 이 진행을 반대하였다. 그의 영향의 이유로 크게 의회는 헌법을 승인하는 데 거부하였다. 의회는 1858년 캔자스 주민들에게 헌법을 돌려보내자 주민들은 압도적으로 거절하였다.
뷰캐넌의 캔자스에 의문은 북부인들을 크게 화나게 만들었다. 1858년 의회적 선거에서 북부의 후보들은 대통령에 반대하였다. 육해군을 확대하고 태평양 철도를 세우고 파나마와 니카라과를 가로지르는 길과 운하를 개발하는 뷰캐넌의 프로그램을 적대적인 의회가 거절하였다.

### 외교 정책
뷰캐넌은 외교면에서 상사 정책들을 개발하였다. 외교관으로서 자신의 경험이 영국과 더 나은 관계를 수립하는 데 도움을 주었다. 영국의 중앙아메리카 소유 문제는 미국이 찬성한 니카라과와 온두라스에서 조약을 체결할 때 해결되었다.

### 1860년 대통령 선거
1860년 북부와 남부에서 민주당원들은 아무도 그를 선거 후보로서 재지명하지 않았다. 그들은 브레킨리지 부통령을 대통령 후보, 오리건주의 상원 조지프 레인을 그의 러닝메이트로 지명하였다.
북부의 민주당원들은 스티븐 더글라스와 전 조지아주 상원 허셸 V. 존슨을 지명하였다. 헌법적 연합당은 전 테네시주의 상원 존 벨과 전 매사추세츠주 상원 에드워드 에버렛을 지명하였다. 공화당 소속인 일리노이 주의 에이브러햄 링컨과 메인주 상원 한니발 햄린이 선거에서 승리를 거두었다.

## 이후의 생활
링컨의 취임식과 남북 전쟁에 이어 뷰캐넌은 휘틀랜드에 돌아가 퇴직 생활을 하였다. 그는 자신 정책의 방어를 쓴 저서 〈반란 이전에 뷰캐넌의 행정부〉를 쓰는 데 몇달의 세월을 보냈다.
1868년 6월 1일 랭커스터에서 향년 77세로 사망하여 우드워드 힐 묘지에 안장되었다.

## 같이 보기
- 미국의 대통령 목록

## 역대 선거 결과
| 선거명        | 직책명                            | 대수 | 정당          | 득표율 | 득표수 (선거인단)   | 결과 | 당락                         |
| ------------- | --------------------------------- | ---- | ------------- | ------ | ------------------- | ---- | ---------------------------- |
| 1820년 선거   | 하원의원 (펜실베이니아 제3선거구) | 17대 | 연방당        | 27.88% | 7,809표             | 1위  | 펜실베이니아주 하원의원 당선 |
| 1822년 선거   | 하원의원 (펜실베이니아 제4선거구) | 18대 | 연방당        | 18.61% | 7,021표             | 1위  | 펜실베이니아주 하원의원 당선 |
| 1824년 선거   | 하원의원 (펜실베이니아 제3선거구) | 19대 | 잭슨파 민주당 | 17.97% | 6,968표             | 1위  | 펜실베이니아주 하원의원 당선 |
| 1826년 선거   | 하원의원 (펜실베이니아 제3선거구) | 20대 | 잭슨파 민주당 | 18.50% | 5,950표             | 1위  | 펜실베이니아주 하원의원 당선 |
| 1826년 선거   | 상원의원 (펜실베이니아 제1부)     | 20대 | 잭슨파 민주당 | 5.53%  | 10표                | 5위  | 낙선                         |
| 1828년 선거   | 상원의원 (펜실베이니아 제1부)     | 21대 | 민주당        | 3.76%  | 5표                 | 4위  | 낙선                         |
| 1834년 재선거 | 상원의원 (펜실베이니아 제3부)     | 23대 | 민주당        | 49.62% | 66표                | 1위  | 펜실베이니아주 상원의원 당선 |
| 1836년 선거   | 상원의원 (펜실베이니아 제3부)     | 25대 | 민주당        | 64.39% | 85표                | 1위  | 펜실베이니아주 상원의원 당선 |
| 1843년 선거   | 상원의원 (펜실베이니아 제3부)     | 28대 | 민주당        | 56.06% | 74표                | 1위  | 펜실베이니아주 상원의원 당선 |
| 1856년 선거   | 미국의 대통령                     | 15대 | 민주당        | 45.28% | 1,836,072표 (174명) | 1위  |                              |